# Provincia de Yaracuy
La Provincia de Yaracuy fue una de las antiguas provincias de Venezuela, cuando este país aún poseía un régimen centralista. La provincia fue creada el 15 de marzo de 1855 al ser separados lo cantones San Felipe y Yaritagua de la provincia de Barquisimeto, y el cantón Nirgua de la de Carabobo, con un territorio similar al que hoy abarca el actual Estado Yaracuy.

## División territorial
En 1855 la provincia de Yaracuy estaba dividida en los cantones de San Felipe, Yaritagua y Nirgua. En 1859 la provincia de Yaracuy estaba dividida en los cantones de San Felipe, Yaritagua, Nirgua y Urachiche.